# 新杖子镇
新杖子镇，是中华人民共和国河北省承德市承德县下辖的一个乡镇级行政单位。

## 行政区划
新杖子镇下辖以下地区：
新杖子村、大东营村、四方营村、南台子村、小营村、苇子峪村、两益城村、涝洼村、胖和尚沟村和鹰手营村。